# Lupin III - Viaggio nel pericolo
Lupin III - Viaggio nel pericolo (ルパン三世 ルパン暗殺指令?, Rupan Sansei - Rupan ansatsu shirei) è il quinto special televisivo giapponese di Lupin III, ladro creato da Monkey Punch, diretto da Masaaki Ōsumi (il quale aveva già collaborato a Lupin dirigendo la prima serie e il Pilot Film), andato in onda per la prima volta in Giappone su Nippon Television il 23 luglio 1993. Trasmesso in Italia il 4 maggio 1999 col titolo Lupin - Il pericolo è il mio mestiere alle 20:45 su Italia 1 (è stato il primo anime ad essere trasmesso in prima serata in Italia).
Il film è ispirato dall'ultimo episodio della terza serie In fondo al mare.

## Trama
All'ispettore Zenigata è stato tolto il caso Lupin III a causa della sua incapacità nell'arrestarlo, ed è stato sostituito con un agente di nome Keith, al quale è stato dato l'ordine di catturare Lupin e i membri della sua banda, vivi o morti. Lupin non è contento della cosa, così cerca di far tornare Zenigata alla sua mansione sfruttando il nuovo caso dato all'ispettore: investigare sulla Shot Shell, un'organizzazione di trafficanti d'armi. 
Per far questo, Lupin e Jigen rubano il sottomarino russo Ivanov per venderlo alla Shot Shell, mentre Goemon e Fujiko rapiscono Karen, una giovane fisico nucleare russa, per farle pilotare il sottomarino da lei stessa progettato.
La ragazza si rivela essere la figlia di un uomo d'affari che Jigen aveva ucciso anni fa, ma nonostante Karen avesse sempre cercato vendetta, abbandonerà questo proposito durante il corso degli eventi e svilupperà un legame con Jigen, il quale le rivelerà di aver ucciso suo padre per evitare di essere a sua volta ucciso da questi.
Lupin fa rifugiare Zenigata, Goemon e Karen a Maui per poi recarsi su un'isola segreta dove riesce a incontrare John Cloths, il capo della Shot Shell, e fingerà di lavorare per lui intanto che progetta segretamente di sottrargli tutto il suo denaro. Ma si rivela una messa in scena orchestrata dallo stesso Cloths, il quale intende di far uccidere Lupin subito dopo che avrà portato a termine gli incarichi da lui richiesti, puntando al furto di vecchi sottomarini, coi quali ha intenzione di creare una flotta nucleare.
Cloths si rivela essere anche il vero capo di Keith, al quale ordina di rapire Karen, le cui conoscenze saranno utili per il suo obiettivo. Keith si reca a Maui, rapisce la ragazza e uccide apparentemente Goemon, mentre Lupin e Jigen sono costretti a fuggire dall'isola dopo essere stati scoperti a rubare il denaro di Cloths che viene depositato all'interno del sottomarino Ivanov. Fujiko viene fatta prigioniera da Cloths, il quale non è intenzionato a ucciderla dato che prova per lei una forte attrazione.
Dopo che anche Jigen viene apparentemente ucciso da Keith con una granata e Cloths si riprende l'Ivanov, Lupin è deciso a vendicarsi e torna sull'isola insieme a Zenigata e Goemon. Karen e Fujiko riescono a liberarsi dalla prigione mentre Lupin arriva a bordo di un grande aereo dal quale getta barili esplosivi, distruggendo gran parte dell'armamento della Shot Shell. Viste le ingenti perdite, Cloths si dirige coi suoi uomini verso l'Ivanov, intenzionato a fuggire con il sottomarino e con i soldi ancora al suo interno. La banda si ritrova al porto dove avviene lo scontro decisivo. Keith trova la morte per mano di Lupin ma Karen che era stata precedentemente ferita durante la sparatoria, spira tra le braccia di Jigen, non prima di avergli consegnato un detonatore con il quale distruggere il sottomarino per evitarne un uso malvagio.
Fujiko facendo leva sul proprio ascendente su Cloths, riesce a farlo battere in ritirata sull'Ivanov, nel frattempo armato nuovamente con armi nucleari, e una volta che questo si è allontanato, Jigen aziona il detonatore facendolo esplodere e mettendo fine a Cloths e i suoi uomini, distruggendo apparentemente anche i soldi rubati.
A Zenigata viene riassegnato il caso di Lupin, mentre Fujiko rivela di aver appreso da un documento precedentemente rubato a Cloths che i soldi sono contenuti in un satellite di telecomunicazioni in orbita terrestre. Lupin e la sua banda partono così per lo spazio, dove un'avida Fujiko riesce infine a recuperare il denaro.

## Doppiaggio
| Personaggio               | Doppiatore originale | Doppiatore italiano |
| ------------------------- | -------------------- | ------------------- |
| Lupin III                 | Yasuo Yamada         | Roberto Del Giudice |
| Daisuke Jigen             | Kiyoshi Kobayashi    | Sandro Pellegrini   |
| Fujiko Mine               | Eiko Masuyama        | Alessandra Korompay |
| Goemon Ishikawa XIII      | Makio Inoue          | Antonio Palumbo     |
| Ispettore Koichi Zenigata | Gorō Naya            | Rodolfo Bianchi     |
| John Cloths               | Nachi Nozawa         | Mino Caprio         |
| Karen Kowalsky            | Atsuko Tanaka        | Marioletta Bideri   |
| Keith Arnett              | Unshō Ishizuka       | Fabrizio Pucci      |
| Brad                      | Banjō Ginga          | Mario Bombardieri   |

- Doppiaggio italiano
  - Casa di doppiaggio: MI.TO. Film
  - Dialoghi: Graziella Pellegrini
  - Direttore del doppiaggio: Ada Maria Serra Zanetti
  - Assistente al doppiaggio: Nadia Aleotti
  - Mixage: Stefano Morandi

## Colonna sonora
Lupin The Third Lupin ansatsu keikaku Original Soundtrack (VAP 21/10/00 VPCG-84713)
La colonna sonora dello special è stata composta da Yūji Ōno.
La canzone d'apertura è Rupan Sansei no Theme '89 (THEME FROM LUPIN III '89) e quella di chiusura è Destiny Love.

## Edizioni home video

### VHS
La VHS del film, edita da Medusa Video, presenta un'edizione integrale del film, con un parziale cambio delle immagini originali delle sigle.

### DVD
Il DVD dello special è stato pubblicato nel 2005 dalla Yamato Video e ristampato per le edicole varie volte in collaborazione con De Agostini e il 10 febbraio 2012 con La Gazzetta dello Sport.

### Blu-ray Disc
In Giappone il film è stato rimasterizzato in alta definizione e venduto in formato Blu-ray Disc all'interno della raccolta LUPIN THE BOX - TV Special BD Collection (LUPIN THE BOX ~ TV スペシャルBDコレクション~?).